# Hanzei
Hanzei (正天皇, Hanzei Tennō; fl. V secolo) è stato il diciottesimo imperatore del Giappone, secondo la lista tradizionale.
Nessuna data certa può essere ricondotta al suo regno, ma sembra abbia vissuto durante il quinto secolo.
La descrizione che ne da Kojiki è impressionante, sarebbe stato alto più di 2,75 metri, con denti giganteschi e tutti della stessa grandezza. Regnò in pace dal palazzo di Shibakaki a Tajihi, dove morì pacificamente.
Nacque nel santuario di Awaji, venne investito come principe ereditario nel 401 e succedette al trono nel 405. Stabilì la sua capitale a Tajihino in ottobre.